# Deutscher EDV-Gerichtstag
Der Deutsche EDV-Gerichtstag e. V. ist ein 1992 gegründeter Verein. Sein Ziel ist der Erfahrungsaustausch von Juristen über die Einsatzmöglichkeiten der elektronischen Datenverarbeitung in der Rechtspflege. Schwerpunkte sind dabei IT-Lösungen für den Arbeitsplatz sowie der elektronische Rechtsverkehr. Hierzu wird der Dialog zwischen Praktikern, Wissenschaft, Technik und Industrie gesucht. Außerdem werden Kontakte zu verwandten Organisationen gepflegt.
Der Deutsche EDV-Gerichtstag e. V. ist in Saarbrücken eingetragen und hat etwa 400 Mitglieder. Vorsitzende ist seit dem 29. EDV-Gerichtstag 2020 Anke Morsch. Seit der Gründung war der Ehrenvorsitzende Maximilian Herberger, danach von 2014 bis 2020 Stephan Ory Vorsitzender.

## EDV-Gerichtstag in Saarbrücken
Der Verein veranstaltet jährlich einen EDV-Gerichtstag auf dem Campus der Universität des Saarlandes. Dort werden Vorträge von Referenten aus dem In- und Ausland gehalten. Zu den Teilnehmern zählen Juristen aus allen Bereichen (z. B. Professoren, Richter, Anwälte, Rechtspfleger Bedienstete der Öffentlichen Verwaltungen und Studierende sowie Informatiker und IT-Fachleute). Eine Fachausstellung für IT-Anwendungen in Justiz und Anwaltschaft begleitet jeweils den EDV-Gerichtstag. Seit 2003 trafen sich jährlich „Freie juristische Internetprojekte“ im Rahmen des EDV-Gerichtstages zum Gesprächskreis.
- Der 23. EDV-Gerichtstag fand von 24.–26. September 2014 unter dem Motto „eJustice – Mission impossible?“ und mit dem Gastland Frankreich statt.
- Der 24. EDV-Gerichtstag hat von 23.–25. September 2015 in Saarbrücken stattgefunden und hatte Slowenien als Gastland.
- „Genug geredet – setzen wir’s um“ war das Motto des 25. EDV-Gerichtstags, der in Saarbrücken vom 21. bis zum 23. September 2016 stattfand.
- Unter dem Motto: „Recht 4.0 — Vom elektronischen Rechtsverkehr zur digitalen Justiz“ wurde der 26. EDV-Gerichtstag von 20. bis 22. September 2017 mit dem Gastland Großbritannien veranstaltet.
- Der 27. EDV-Gerichtstag mit dem Motto „Rechtspraxis digital: Probleme bewältigen – Zukunft gestalten“ wurde vom 19. bis 21. September 2018 abgehalten.
- Vom 18. bis 20. September 2019 fand der 28. EDV-Gerichtstag unter dem Motto „Digitalisierung und Recht – Herausforderungen und Visionen“ statt.
- Der 29. EDV-Gerichtstag mit dem Motto „Digitalisierung grenzenlos – aber (nur) mit Sicherheit“ hat vom 23. bis 25. September 2020 als reine Online-Veranstaltung stattgefunden.
- Der 30. EDV-Gerichtstag mit dem Motto: „Mensch oder Maschine – Wer prägt die Zukunft der Rechtsanwendung?“ hat vom 22. bis 24. September 2021 als reine Online-Veranstaltung stattgefunden.
- Der 31. EDV-Gerichtstag hat vom 14. bis 16. September 2022 als Präsenzveranstaltung unter dem Motto „Digitales Rechtssystem – EDVGT seit 30 Jahren dabei!“ in Saarbrücken stattgefunden.
- Der 32. EDV-Gerichtstag wurde vom 13. bis 15. September 2023 unter dem Motto „Digitaler Rechtsstaat“ in Saarbrücken veranstaltet.
- Der 33. EDVGT war vom 11. bis 13. September 2024 unter dem Motto „Recht im Umbruch – KI als Gamechanger?“ in Saarbrücken.
- Der 34. EDVGT wird vom 10. bis 12. September 2025 unter dem Motto „Next Generation Law: AI bis ZPO digital“ veranstaltet.
- Der 35. EDVGT wird vom 23. bis 25. September 2026 und der 36. EDVGT vom 15. bis 17. September 2027 in Saarbrücken stattfinden.

## Dieter Meurer Preis Rechtsinformatik
Im Rahmen des EDV-Gerichtstags wird seit 2003 zusammen mit juris jährlich der Dieter Meurer Preis Rechtsinformatik verliehen. Preisträger waren bisher:
- 2003: Axel Benning und Karl-Ulrich Kettner von der Fachhochschule Bielefeld für ihr System „Verträge Online“, eine Software zur Erstellung notarieller Grundstückskaufverträge.
- 2004: Arndt Bohrer für seine Dissertation Entwicklung eines internetgestützten Expertensystems zur Prüfung des Anwendungsbereichs urheberrechtlicher Abkommen.
- 2005: Uwe Hartleb für das EDV-Programm JUREX.
- 2006: Barbara van Schewick für ihre Dissertation Architecture and Innovation: The Role of the End-to-End Arguments in the Original Internet.
- 2007: Graham Greenleaf für den Aufbau des World Legal Information Institute.
- 2008: Morten Bergsmo und Ralph Hecksteden für die Entwicklung der Case Matrix des IStGH
- 2009: Hughes-Jehan Vibert für Jurispedia
- 2010: Paul Ohm
- 2011: Stephan Walter für seine Dissertation „Definitionsextraktion aus Urteilstexten“
- 2012: Philipp Naumann für den „Website-Analyzer“
- 2013: John Hendrik Weitzmann
- 2014: Philip Chung für seine Dissertation an der Philosophischen Fakultät der Universität New South Wales mit dem Titel „Overcoming technical challenges in developing a global free-access legal information system – the WorldLI experience“
- 2015: Jens Heyens, Kai Greshake und Eric Petryka für die Entdeckung einer sicherheitskritischen Konfiguration in vielen Instanzen der Datenbank-Software MongoDB
- 2016: Dominik Brodowski für seine Dissertation an der Juristischen Fakultät der Eberhard Karls Universität Tübingen zum Thema „Verdeckte technische Überwachungsmaßnahmen im Polizei- und Strafverfahrensrecht – Zur rechtsstaatlichen und rechtspraktischen Notwendigkeit eines einheitlichen operativen Ermittlungsrechts“
- 2017: Louisa Specht für ihre Habilitationsschrift zum Thema „Diktat der Technik – Rematerialisierung der Privatautonomie im informationstechnologischen Umfeld“
- 2018: Sebastian Bretthauer für seine Dissertation zum Thema „Intelligente Videoüberwachung – Eine datenschutzrechtliche Analyse unter Berücksichtigung technischer Schutzmaßnahmen“

## Vorstand
Der geschäftsführende Vorstand des Deutschen EDV-Gerichtstages besteht aus:
- Anke Morsch, Präsidentin des Finanzgerichts des Saarlandes
- Marie Luise Graf-Schlicker, Ministerialdirektorin a. D.
- Dominik Brodowski, Universitätsprofessor Strafrecht und Strafprozessrecht an der Rechtswissenschaftlichen Fakultät der Universität des Saarlandes

Weitere Vorstandsmitglieder sind:
- Heribert Anzinger, Universitätsprofessor für Wirtschafts- und Steuerrecht, Fakultät für Mathematik und Wirtschaftswissenschaften, Universität Ulm
- Wilfried Bernhardt, Staatssekretär a. D., Sachsen, Rechtsanwalt, Honorarprofessor an der Universität Leipzig
- Isabelle Biallaß, Richterin am Amtsgericht, Lehrbeauftragte an der TH Köln
- Georg Borges, Universitätsprofessor an der Universität des Saarlandes
- Jörn Erbguth, Rechtsinformatik-Berater
- Daniela Freiheit, Rechtsanwältin
- Matthias Grabmair, Assistant Professor of LegalTech, Fakultät für Informatik, Technische Universität München
- Stefan Hessel, Rechtsanwalt
- Thomas Kexel, Ministerialdirigent, Leiter der Abteilung IT im Ministerium der Justiz des Landes Nordrhein-Westfalen
- Matthias Kraft, Rechtsanwalt und Mediator
- Philipp Kuhn, Oberstaatsanwalt, Generalstaatsanwaltschaft Stuttgart – Zentralstelle zur Bekämpfung der Informations- und Kommunikationskriminalität
- Thomas Lapp, Rechtsanwalt und zertifizierter QVM-Mediator, Fachanwalt für Informationstechnologierecht
- Stefanie Otte, Präsidentin des Oberlandesgerichts Celle
- Anne Paschke, Universitätsprofessorin für Öffentliches Recht, Technikrecht und das Recht der Digitalisierung an der Technischen Universität Braunschweig, Direktorin des Instituts für Rechtswissenschaften
- Christoph Sorge, Professor für Rechtsinformatik an der Universität des Saarlandes
- Florian Strunk, Oberregierungsrat, Rechtspfleger, IT-Leiter des Hanseatischen Oberlandesgerichts und der Hamburger Amtsgerichte
- Samuel van Oostrom, Geschäftsführer juris GmbH
- Rigo Wenning, Legal counsel